# Portello
Portello – stacja  metra mediolańskiego linii M5. Znajduje się na rogu ulic viale Lodovico Scarampo oraz via Bartolomeo Colleoni w Mediolanie. Stacja zlokalizowana jest pomiędzy przystankami Tre Torri i Lotto. Otwarcie nastąpiło w 2015 roku.